# Works Volume I
Pour les articles homonymes, voir Works.
 (novembre 2023).
Si vous disposez d'ouvrages ou d'articles de référence ou si vous connaissez des sites web de qualité traitant du thème abordé ici, merci de compléter l'article en donnant les références utiles à sa vérifiabilité et en les liant à la section « Notes et références ».
Albums de Emerson, Lake and Palmer
Welcome Back My Friends to the Show That Never Ends
(1974) Works Volume II
(1977)
Albums studio par Emerson, Lake and Palmer
Brain Salad Surgery
(1973) Works Volume II
(1977)
Singles
1. Fanfare for the Common Man
Sortie : 1977

Works Volume 1 est le cinquième album studio du groupe britannique Emerson, Lake and Palmer, sorti sous forme d'album double en mars 1977 sur Atlantic Records. Après sa tournée mondiale en soutien à Brain Salad Surgery (1973), le groupe fait une longue pause avant de se réunir à nouveau en 1976 pour enregistrer un nouvel album. Les trois membres sont maintenant des exilés fiscaux et enregistrent du nouveau matériel à Londres et à l'étranger à Montreux, en Suisse et à Paris, en France[réf. nécessaire]. Cet album propose une face dédiée à chaque membre pour écrire et arranger ses propres morceaux, tandis que la quatrième face présente deux longues pièces interprétées collectivement. Keith Emerson enregistre son Concerto pour piano n ° 1, Greg Lake écrit les 5 chansons de la face 2 avec le parolier Peter Sinfield, issus du groupe King Crimson et Carl Palmer enregistre des morceaux de styles musicaux variés.
L'album culmine au n° 9 du UK Albums Chart et au n°12 du Billboard 200 américain et devient or dans les deux pays pour 500,000 exemplaires vendus. La pièce Fanfare for the Common Man, l'adaptation d'Emerson de la composition de 1942 de Aaron Copland, sort en single en mai 1977 mais ne présente qu'un court extrait comparé à la version longue de l'album. Elle devient n° 2 du UK Singles Chart, soit le single le plus haut placé du groupe dans le Royaume Uni. Du matériel supplémentaire (enregistré en 1976) ainsi que des chansons de sessions de studio précédentes, sont publiés sur l'album suivant : Works Volume II. Les deux albums sont soutenus par la tournée 1977-1978, qui met en vedette le groupe jouant parfois avec un orchestre sur scène pour certains concerts, dont celui du Stade Olympique de Montréal le 26 août 1977.

## Historique
En août 1974, Emerson, Lake & Palmer terminent leur tournée mondiale de dix mois à l'appui de leur quatrième album, Brain Salad Surgery (1973). Ce dernier suivi par le triple album en concert Welcome Back My Friends to the Show That Never Ends (1974) qui vaut au groupe sa position la plus élevée aux États-Unis avec un pic de n °4 et n °6. au Royaume-Uni. Le trio prend une pause prolongée, ayant été sur le circuit d'enregistrement et de tournée chaque année depuis sa formation en 1970. Keith Emerson déclare qu'à ce stade de leur carrière, la direction musicale du groupe est « traitée à sec  et qu'il veut passer du temps à planifier la prochaine étape.
En 1976, les trois musiciens décident de se lancer dans un nouvel album studio et s'exilent fiscalement, ce qui signifie qu'ils doivent enregistrer à l'étranger. Lake rappelle que c'est une opinion impopulaire car les membres ont de la famille basée en Angleterre. Ils s'installent à Montreux, en Suisse, où ils enregistrent aux Mountain Studios. Lake déclare que d'être là-bas est difficile pour la créativité : « C'est tellement gris. Il n'y a rien là-bas. Vous obtenez une inspiration folle ! »  Emerson soutient son point de vue et le nomme « la fin de la terre », mais Palmer ont louent les installations du studio et la qualité de l'équipement.
Le parolier Pete Sinfield revendique le titre de l'album, expliquant :« Je suppose que si tu vas être prétentieux, autant faire les choses en grand. Ils avaient tous ces morceaux qui flottaient. Mais Bits ne sonnait pas vraiment bien. »
Pour Works, Lake veut adopter une approche plus sérieuse dans l'écriture et le chant des ballades, et estime que chanter avec un orchestre ajoute une plus grande variété à ses chansons. Les deux pièces de la face quatre présentent Emerson jouant d'un orgue électronique Yamaha GX-1.
En mars 1977, Lake déclare que le groupe a terminé de composé des pièces supplémentaires qui seront publiées sur Works Volume 2.

## Contenu de l'album

### Disques 1 à 3
La première face présente le Concerto pour piano n° 1 de Keith Emerson, une œuvre en trois mouvements pour piano et orchestre. Emerson joue sur un piano à queue Steinway avec le London Philharmonic Orchestra dirigé par John Mayer, qui  participe aux arrangements orchestraux. Emerson veut composer une pièce qui ne se daterait pas d'elle-même, dans le but de la faire jouer par d'autres dans le futur. Travaillant dur sur la partition, il repense peu de temps après la sortie de l'album : « J'ai mis chaque once de moi-même dans cette chose. Et je suis très satisfait. »
Une première session d'enregistrement a lieu au Kingsway Hall à Londres avec un équipement de studio mobile, mais l'orchestre a du mal à comprendre la partition et les interprètes se plaignent de l'acoustique de la salle, ce qui fait qu'Emerson « gaspille beaucoup d'argent ». Une session réussie a lieu lorsque l'enregistrement est transféré aux studios De Lane Lea. La maison a pris feu deux ans auparavant, brûlant ses biens et la musique stockée là-bas. Le troisième mouvement de l'œuvre reflète l'humeur d'Emerson au moment de l'incendie et est capable d'exprimer « beaucoup de colère » Dans le documentaire Beyond the Beginning du groupe, Lake déclare qu'Emerson a invité le compositeur Leonard Bernstein à écouter l'œuvre lors de sa visite au studio parisien où l'enregistrement est en train d'être mixé. En écoutant l'œuvre, Bernstein avoue que cela « lui rappelle Grandma Moses », une artiste folklorique. Emerson, cependant, ne se souvient pas de ces propos de Bernstein.
La face 2 présente les œuvres de Greg Lake et se compose de ballades acoustiques, toutes écrites par Lake et Peter Sinfield.
La face 3 de Carl Palmer comprend un remake de Tank du premier album du groupe en 1970, avec accompagnement orchestral sans inclure le long solo de batterie. L.A. Nights inclut le guitariste américain Joe Walsh à la guitare solo et slide et improvisations vocales, Keith Emerson participe aussi à cette pièce aux claviers. Deux arrangements de pièces classiques sont inclus : L'invention à deux voix en ré mineur, BWV 775 de Jean-Sébastien Bach et une pièce intitulée The Enemy God Dances With the Black Spirits  un extrait du 2e mouvement de la Suite scythe de Sergueï Prokofiev.

### Face B disque 2
La quatrième face présente deux pièces jouées en groupe. Fanfare for the Common Man est une adaptation de la pièce homonyme du compositeur américain Aaron Copland. Emerson a dû demander la permission de Copland pour que le groupe puisse l'utiliser. Celui-ci trouve leur version attrayante mais est intrigué par la section solo au milieu de deux interprétations assez simples de sa pièce.
Les onze minutes de Pirates sont issues d'un morceau que Keith Emerson a écrit pour une version cinématographique annulée du livre de Frederick Forsyth The Dogs of War. Lorsque Lake et Sinfield se réunissent pour écrire le  texte, Emerson dit à Lake qu'il l'a composée en pensant aux mercenaires, ce que Lake trouve désagréable et voule que la chanson parle d'autre chose. Il évoque des images de la mer en écoutant le morceau d'Emerson, qui lui fait penser à des pirates. Sinfield aime l'idée et écrit le texte au chalet de montagne de Lake. Pirates est enregistré dans deux studios distincts : Lake a une brouille avec l'orchestre utilisé à Montreux, alors l'enregistrement déménage à Paris avec l'orchestre de l'Opéra national de Paris et le chef d'orchestre Godfrey Salmon. Sinfield déclare que le groupe veut que Leonard Bernstein dirige les arrangements orchestraux sur Pirates, et s'arrange pour que Bernstein, qui dirige au Palais Garnier voisin, visite le studio et entende la pièce. Lake déclare : « J'ai appuyé sur le bouton de lecture, et il a mis sa tête dans ses mains et du début à la fin, il n'a pas bougé [...] S'il n'aimait pas quelque chose, il n'en  disait rien [...] il m'a regardé et il a dit : "Le chant n'est pas mauvais." [...] Je suis sûr qu'il n'a pas réalisé que j'étais le chanteur. »
Pour ce qui est du chef d'orchestre Godfrey Salmon, ce dernier a déjà travaillé comme violoniste sur le dernier album du groupe Jackson Heights, Bump n' grind en 1973. Ce groupe est alors mené par Lee Jackson, l'ancien bassiste chanteur du groupe The Nice, avec lequel Emerson a joué avant qu'il ne forme Emerson, Lake & Palmer. Keith fait d'ailleurs la programmation du synthétiseur Moog sur ce même album de Jackson Heights.

## Réception
La revue rétrospective d'AllMusic est mitigée, critiquant particulièrement les faces solo de Keith Emerson (« au niveau d'un bon morceau d'étudiant en musique, sans grande originalité de langage ») et de Greg Lake (« C'est la Vie, le single vedette, Still ...You Turn Me On, de leur précédent album, n'a pas dit mieux et plus court »). Elle fait l'éloge de Carl Palmer et du groupe, mais conclue que les deux pièces du groupe « couvrent beaucoup de vieux terrains, bien que de manière ornée et élégante, indulgent, et stéréotypé »[pas clair], mais affirme également que le trio « n'est pas sans mérite ». En particulier, elle fait valoir que même si faire un concerto pour piano est une idée pompeuse et indulgente, Emerson s'en sort raisonnablement bien, et son impressionnante virtuosité s'intègre plus confortablement dans ce contexte que dans les entraînements rock d'Emerson, Lake & Palmer.

## Disque 1

### Face A: Keith Emerson
| No | Titre | Auteur        | Durée |
| -- | --- | ------------- | ----- |
| 1. | Piano Concerto No. 1 - First Movement: Allegro Giocoso - Second Movement: Andante Molto Cantabile - Third Movement: Toccata Con Fuoco | Keith Emerson | 18:18 |

### Face B: Greg Lake
Toutes les paroles sont écrites par Peter Sinfield, toute la musique est composée par Greg Lake.
| No | Titre                        | Durée |
| -- | ---------------------------- | ----- |
| 1. | Lend Your Love to Me Tonight | 4:01  |
| 2. | C'est La Vie                 | 4:16  |
| 3. | Hallowed Be Thy Name         | 4:35  |
| 4. | Nobody Loves You Like I Do   | 3:56  |
| 5. | Closer To Believing          | 5:33  |

## Disque 2

### Face A: Carl Palmer
| No | Titre                                                  | Auteur                           | Arrangement              | Durée |
| -- | ------------------------------------------------------ | -------------------------------- | ------------------------ | ----- |
| 1. | The Enemy God Dances With The Black Spirits            | Sergueï Prokofiev                | Emerson, Lake and Palmer | 3:20  |
| 2. | L.A. Nights                                            | - Carl Palmer - Keith Emerson    |                          | 5:42  |
| 3. | New Orleans                                            | Carl Palmer                      |                          | 2:45  |
| 4. | Two Part Invention In D Minor                          | Jean-Sébastien Bach              | Carl Palmer              | 1:54  |
| 5. | Food for Your Soul                                     | - Carl Palmer - Harry South (en) |                          | 3:57  |
| 6. | Tank (initialement publiée sur le premier album, 1970) | - Carl Palmer - Keith Emerson    |                          | 5:08  |

### Face B: Emerson, Lake and Palmer
| No | Titre                      | Auteur                                       | Arrangement              | Durée |
| -- | -------------------------- | -------------------------------------------- | ------------------------ | ----- |
| 1. | Fanfare for the Common Man | Aaron Copland                                | Emerson, Lake and Palmer | 9:40  |
| 2. | Pirates                    | - Keith Emerson - Greg Lake - Peter Sinfield |                          | 13:18 |

## Musiciens
- Keith Emerson - piano à queue (Piano Concerto), orgue Yamaha GX-1 et synthétiseur Moog (disque 2 face B)
- Greg Lake - chant, basse et guitare acoustique et électrique (sur disque 1 face B et disque deux face B)
- Carl Palmer - batterie (disque 2 Face A et B), percussions (sur disque 2 face A), xylophone et timbales (The Enemy God), vibraphone (Two parts Invention)

### Musiciens additionnels
- Orchestre Philharmonique de Londres dirigée par John Mayer sur la face A Disque 1
- Orchestre de l'Opéra national de Paris dirigée par Godfrey Salmon sur la face B Disque 2
- Joe Walsh - guitare solo, guitare slide, improvisations vocales sur L.A. Nights
- Keith Emerson - claviers sur L.A. Nights
- James Blade - marimba sur Two parts Invention

## Production
- Keith Emerson – production sur la première face
- Greg Lake – production sur les faces deux et quatre
- Carl Palmer - production sur la face trois
- Peter Sinfield - production sur la face deux
- Tony Harris – arrangement orchestral sur la face deux
- Ashley Newton – direction artistique
- Ian Murray – conception, illustration
- John Timperley – ingénieur du son
- Roger Cameron – ingénieur
- David Montgomery – Photographie de Keith Emerson
- Kenny Smith – Photographie de Greg Lake
- Alex Grob – Photographie de Carl Palmer